# Corpo nazionale soccorso alpino e speleologico

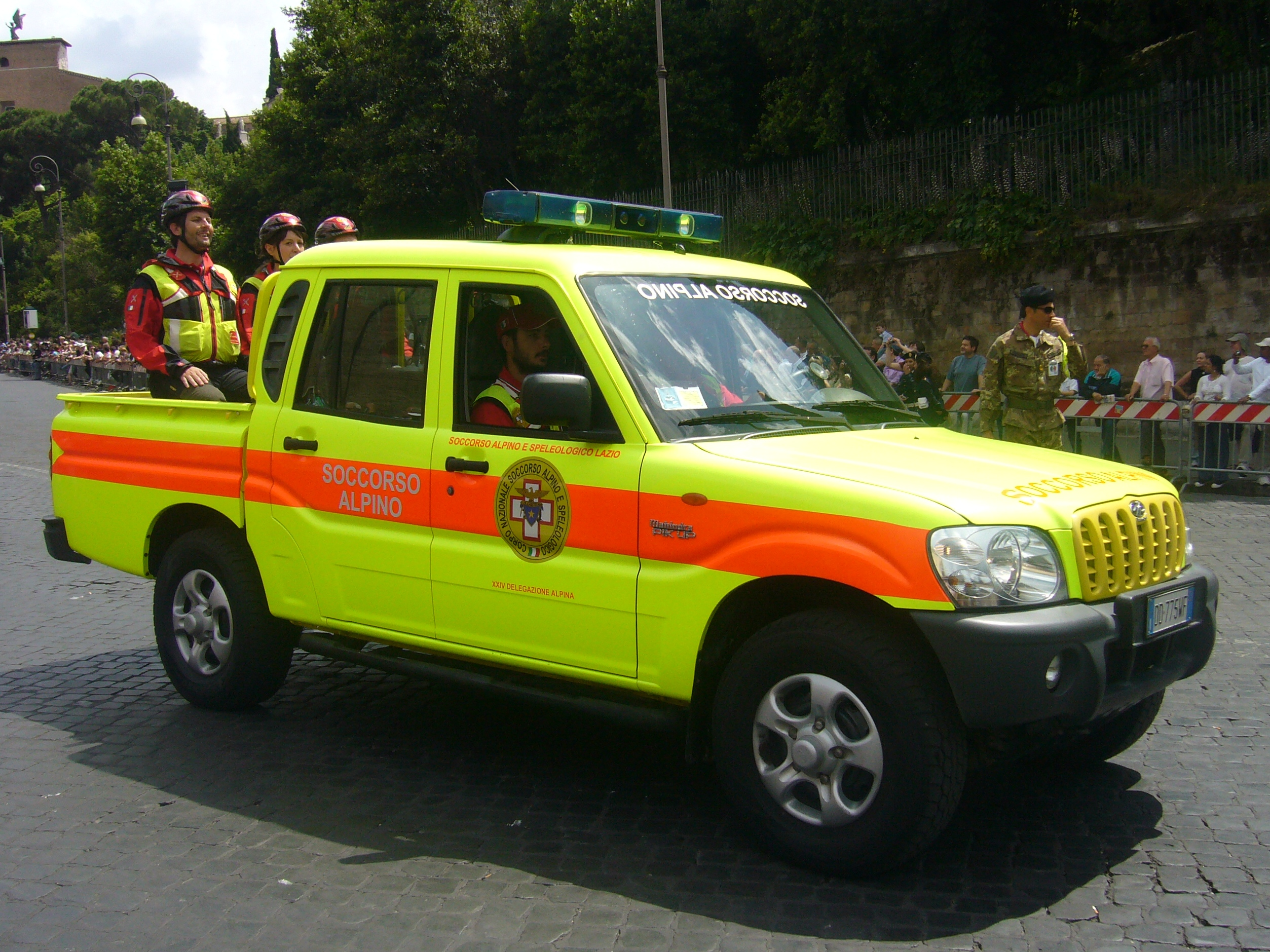
Un mezzo del CNSAS alla parata militare del 2 giugno 2010

Il Corpo Nazionale Soccorso Alpino e Speleologico (CNSAS) è un servizio di pubblica utilità. È sezione nazionale del Club Alpino Italiano, operando in piena autonomia, e individuata dall'art.11 della legge n. 225/1992 come struttura operativa del Servizio nazionale di Protezione Civile.
Le finalità del CNSAS, definite con chiarezza dalla legge, sono: 
- il soccorso degli infortunati, dei pericolanti, dei soggetti in imminente pericolo di vita e a rischio di evoluzione sanitaria, alla ricerca e al soccorso dei dispersi e al recupero dei caduti nel territorio montano, nell’ambiente ipogeo e nelle zone impervie del territorio nazionale, ferme restando le competenze e le attività svolte da altre amministrazioni o organizzazioni operanti per lo stesso fine.
- contribuire alla prevenzione e alla vigilanza degli infortuni nell’esercizio delle attività connesse in queste zone.
- concorrere al soccorso in caso di calamità, in cooperazione con le strutture della Protezione Civile, nell’ambito delle proprie competenze tecniche e istituzionali.

Al CNSAS è inoltre affidata la funzione di coordinamento nel caso di intervento di diverse organizzazioni di soccorso in ambito alpino o in ambiente impervio. Le regioni e le province autonome di Trento e di Bolzano individuano nelle strutture operative regionali e provinciali del CNSAS i soggetti di riferimento esclusivo per l'attuazione del soccorso sanitario nel territorio montano ed in ambiente ipogeo.
Al 2021 conta un organico sul territorio italiano di oltre 7500 tecnici, distribuiti su tutto il territorio nazionale.

## Storia
Il Soccorso alpino trae origine dallo spirito di solidarietà delle genti di montagna, ma si sviluppa in modo organizzato soltanto in tempi moderni con la crescita della frequentazione della montagna a scopo turistico, sportivo o ricreativo. L’attuale struttura del CNSAS nasce ufficialmente il 12 dicembre 1954, quando il Club alpino italiano (CAI), la più antica associazione di alpinisti d'Italia, istituisce il Corpo di soccorso alpino (CSA). Tra i promotori dell'iniziativa ci furono il trentino Scipio Stenico e l'allora presidente generale del CAI, Bartolomeo Figari.
La prima stazione del Soccorso Alpino veniva creata nel settembre del 1952 a Pinzolo (TN), all'interno della SAT. Diventava così ufficialmente operativo il piano di organizzazione territoriale di soccorso in montagna concepito dal dottor Scipio Stenico.
Nel 1968 il "Soccorso speleologico" entra a far parte del CSA; nel 1990 l'istituzione assume l'attuale denominazione, e nel 2001 la legge 74/2001 riconosce al CNSAS la funzione di "servizio di pubblica utilità".

## Finalità ed attività
Le finalità del CNSAS sono definite dalla legge 74/2001 e riportate anche all'articolo 2 dello statuto:
- soccorso degli infortunati, dei pericolanti, dei soggetti in imminente pericolo di vita e a rischio di evoluzione sanitaria, alla ricerca e al soccorso dei dispersi e al recupero dei caduti nel territorio montano, nell'ambiente ipogeo e nelle zone impervie del territorio nazionale;
- contribuire alla prevenzione e alla vigilanza degli infortuni nell'esercizio delle attività connesse in queste zone;
- concorrere al soccorso in caso di calamità, in cooperazione con le strutture della Protezione Civile, nell'ambito delle proprie competenze tecniche e istituzionali.

Il CNSAS opera inoltre in collaborazione col Servizio sanitario nazionale e con le squadre del Soccorso Alpino della Guardia di Finanza (SAGF). Ad esso è inoltre affidata la funzione di coordinamento nel caso di intervento di diverse organizzazioni di soccorso alpino, e le sue strutture sono indicate alle regioni come «soggetti di riferimento esclusivo per l'attuazione del soccorso sanitario nel territorio montano ed in ambiente ipogeo.»

## Maxi emergenze ed eventi a carattere straordinario
Il CNSAS, in quanto struttura operativa del Servizio nazionale di Protezione Civile, viene attivato durante le maxi emergenze e gli eventi a carattere straordinario. Il CNSAS è prevalentemente impiegato nelle prime fasi delle emergenze per la ricerca di dispersi. Tra gli ultimi interventi svolti:
- terremoto dell'Aquila del 2009;
- naufragio della Costa Concordia nel 2012 con l'intervento dei tecnici speleosub specializzati nelle ricerche in ambienti allagati;
- terremoto del centro Italia del 2016 e del 2017;
- valanga di Rigopiano nel gennaio 2017;
- inondazione nelle Gole del Raganello nel 2018 dove due gruppi di escursionisti furono travolti dalle acque. Tra i 44 escursionisti coinvolti si sono registrate 10 vittime, compresa una delle guide che accompagnava i gruppi, 11 feriti e 23 persone tratte in salvo dai soccorritori;
- valanga sul Monte Velino nel 2021 dove persero la vita quattro escursionisti;
- valanga della Marmolada nel 2022 che ha provocato 11 vittime e 8 feriti;
- alluvione dell'Emilia-Romagna nel 2023;
- recupero della speleologa Ottavia Piana presso la grotta di Bueno Fonteno in Lombardia nel dicembre 2024.

## Organizzazione
Il CNSAS è struttura operativa e sezione nazionale del Club Alpino Italiano che ha il mandato di garantire la vigilanza e la prevenzione degli infortuni nelle attività escursionistiche, alpinistiche e speleologiche e di effettuare il soccorso degli infortunati o dei pericolanti e il recupero dei caduti.
Il servizio del CNSAS è diviso su base regionale e provinciale, attraverso delle strutture chiamate servizi regionali, delegazioni e stazioni alpine, delegazioni e stazioni speleologiche. Al 2010 erano presenti:
- 19 servizi regionali e 2 servizi provinciali (per le Province autonome di Trento e Bolzano)
- 31 delegazioni alpine
- 242 stazioni alpine
- 15 delegazioni speleologiche
- 27 stazioni speleologiche

Il lavoro del CNSAS è svolto da tecnici altamente preparati e organizzati su base regionale. Tramite il superamento di severi esami ed una formazione continua si può acquisire la qualifica di:
- Operatore di soccorso base (OSB)
- Operatore di soccorso alpino (OSA)
- Tecnico di soccorso alpino (TeSA)
- Tecnico di elisoccorso (TE)
- Operatore di soccorso speleologico (OSS)
- Tecnico di soccorso speleologico (TSS)
- Operatore di soccorso in forra (OSF)
- Tecnico di soccorso in forra (TSF)
- Medico specializzato in emergenza ad alto rischio in ambiente alpino
- Medico specializzato in emergenza ad alto rischio in ambiente ipogeo
- Tecnico di centrale operativa (nelle delegazioni dove questo sia previsto)
- Tecnico di ricerca (TeR)
- Coordinatore delle operazioni di ricerca (COR)
- Pilota SAPR (Sistemi Aeromobili a Pilotaggio Remoto)
- Direttore delle operazioni di soccorso (DOS)
- Tecnico di soccorso in pista
- Tecnico disostruttore
- Tecnico speleosubacqueo.

Il CNSAS dispone inoltre di Unità cinofile di ricerca in valanga (UCV), unità cinofile di ricerca in superficie (UCRS) ed Unità cinofile Molecolari (UCRM) a cui si aggiungono le Unità cinofile specializzate in catastrofi (UCRC).

## Richiesta di intervento
La richiesta di intervento viene effettuata tramite il numero d'emergenza 118 (o tramite il numero unico di emergenza 112, ove attivo), specificando che ci si trova in montagna o in grotta e fornendo la propria posizione e altre informazioni necessarie per valutare il tipo di intervento necessario. È inoltre necessario fornire tutte le informazioni utili per un eventuale elisoccorso, quali meteo, visibilità e presenza di ostacoli.
In caso di interruzione delle comunicazioni con l'operatore, è richiesto che il telefono utilizzato per la chiamata di soccorso non sia abbandonato e che la linea sia lasciata libera, così da consentire a chi ha effettuato la chiamata di essere ricontattato dagli operatori o dagli stessi soccorritori.
Da qualche anno è attiva un'app per smartphone denominata GeoResQ, sviluppata dallo stesso CNSAS, che permette di inoltrare alla Centrale Operativa un SOS geolocalizzato con l'annessa traccia (o porzione di essa) registrata durante l'escursione; per il funzionamento ha bisogno di rete dati/internet.

## Statistiche sugli interventi
Al 2023 il CNSAS risulta aver effettuato oltre 220000 interventi e soccorso oltre 230000 persone.
| Anno | Interventi | Persone soccorse | Soccorritori impiegati | Morti | Feriti | Illesi | Dispersi | Note                       |
| ---- | ---------- | ---------------- | ---------------------- | ----- | ------ | ------ | -------- | -------------------------- |
| 1955 | 106        | 153              | 925                    | 57    | 47     | 48     | 1        |                            |
| 1960 | 128        | 206              | 862                    | 65    | 37     | 104    | 0        |                            |
| 1965 | 202        | 309              | 1381                   | 63    | 135    | 110    | 1        |                            |
| 1970 | 362        | 597              | 2590                   | 106   | 212    | 271    | 8        |                            |
| 1975 | 631        | 1072             | 4934                   | 158   | 316    | 577    | 21       |                            |
| 1980 | 899        | 1161             | 6946                   | 253   | 474    | 393    | 41       |                            |
| 1985 | 1176       | 1504             | 9100                   | 206   | 688    | 517    | 93       |                            |
| 1990 | 1873       | 2347             | 11659                  | 249   | 1182   | 866    | 50       |                            |
| 1995 | 1867       | 3316             | 14699                  | 280   | 1814   | 1171   | 51       |                            |
| 2000 | 4342       | 5025             | 19019                  | 305   | 3061   | 1601   | 58       |                            |
| 2005 | 5563       | 6020             | 25437                  | 429   | 3892   | 1656   | 43       |                            |
| 2009 | 5013       | 5502             | 25241                  | 360   | 3759   | 1273   | 110      |                            |
| 2015 | 7005       | nd               | 31383                  | 429   | 3927   | 2320   | 49       |                            |
| 2017 | 9059       | 8867             | 35156                  | 485   | 5081   | 3231   | 70       |                            |
| 2018 | 9554       | 10073            | 40270                  | 458   | nd     | nd     | nd       |                            |
| 2019 | 10234      | 10073            | 41666                  | 446   | 6190   | 3376   | 61       |                            |
| 2020 | 10279      | 9824             | 43247                  | 465   | 5634   | 3635   | 90       |                            |
| 2021 | 10730      | 10615            | 64098                  | 455   | 6309   | 3740   | 111      | [ 22 ]                     |
| 2022 | 10367      | 10125            | 41857                  | 504   | 5823   | 3714   | 84       | (esclusa la Valle d'Aosta) |
| 2023 | 12349      | 12365            | 44994                  | 491   | 7622   | 4151   | 101      | [ 24 ]                     |
| 2024 | 12063      | 11789            | 42589                  | 466   | 7018   | 4187   | 118      | [ 26 ]                     |

## Galleria d'immagini

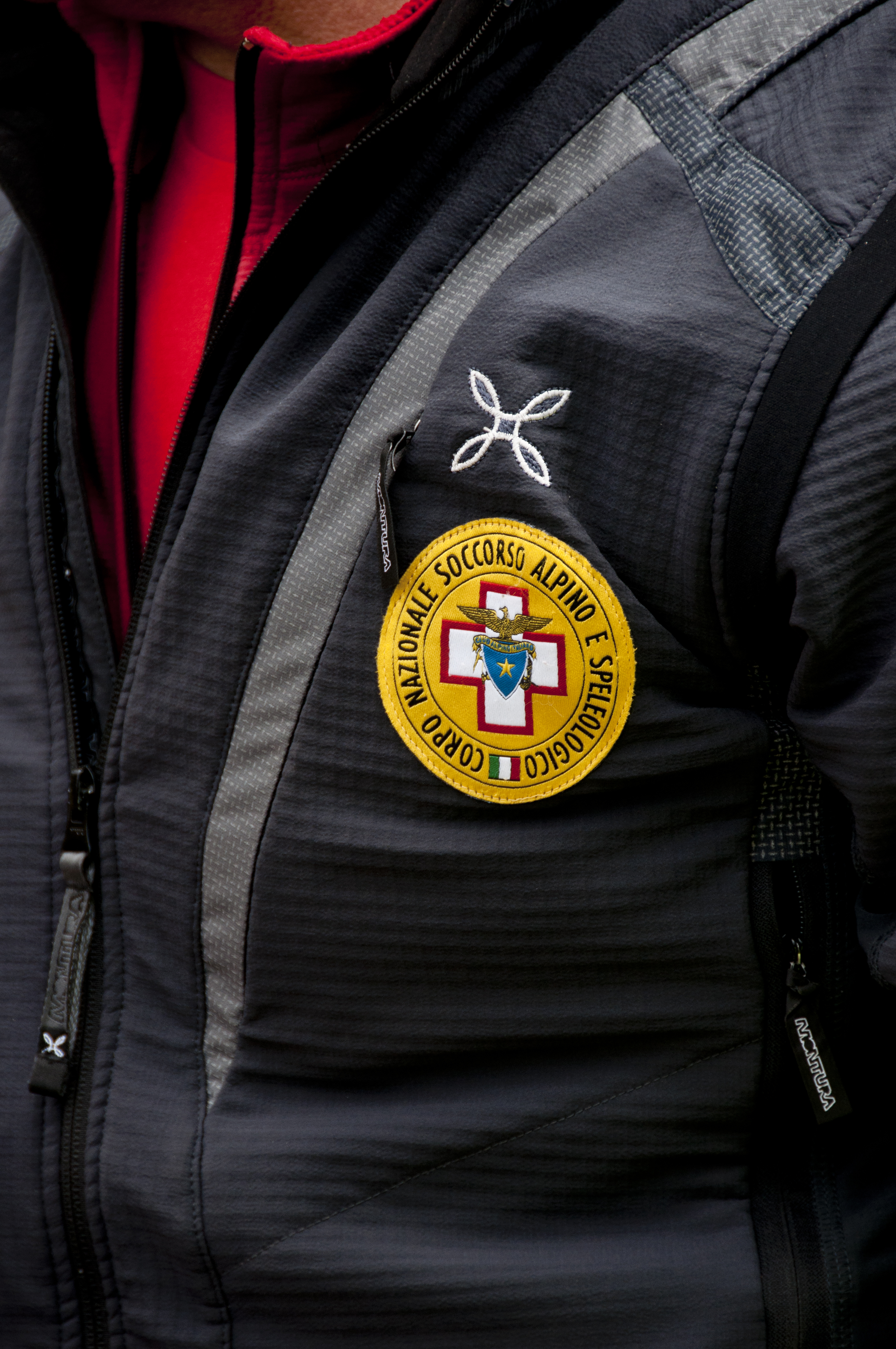
Distintivo del CNSAS
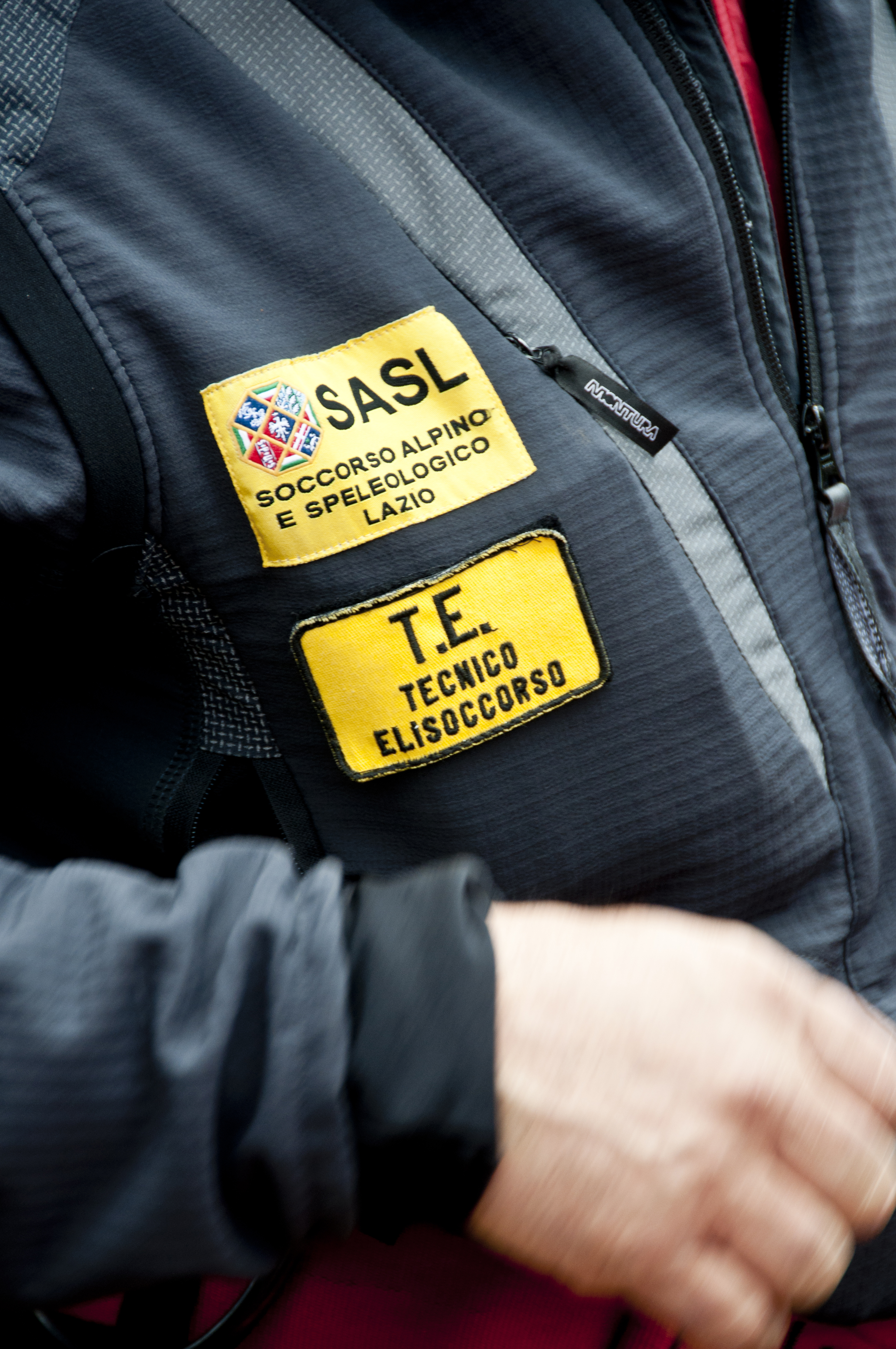
Distintivo da tecnico di elisoccorso del CNSAS.
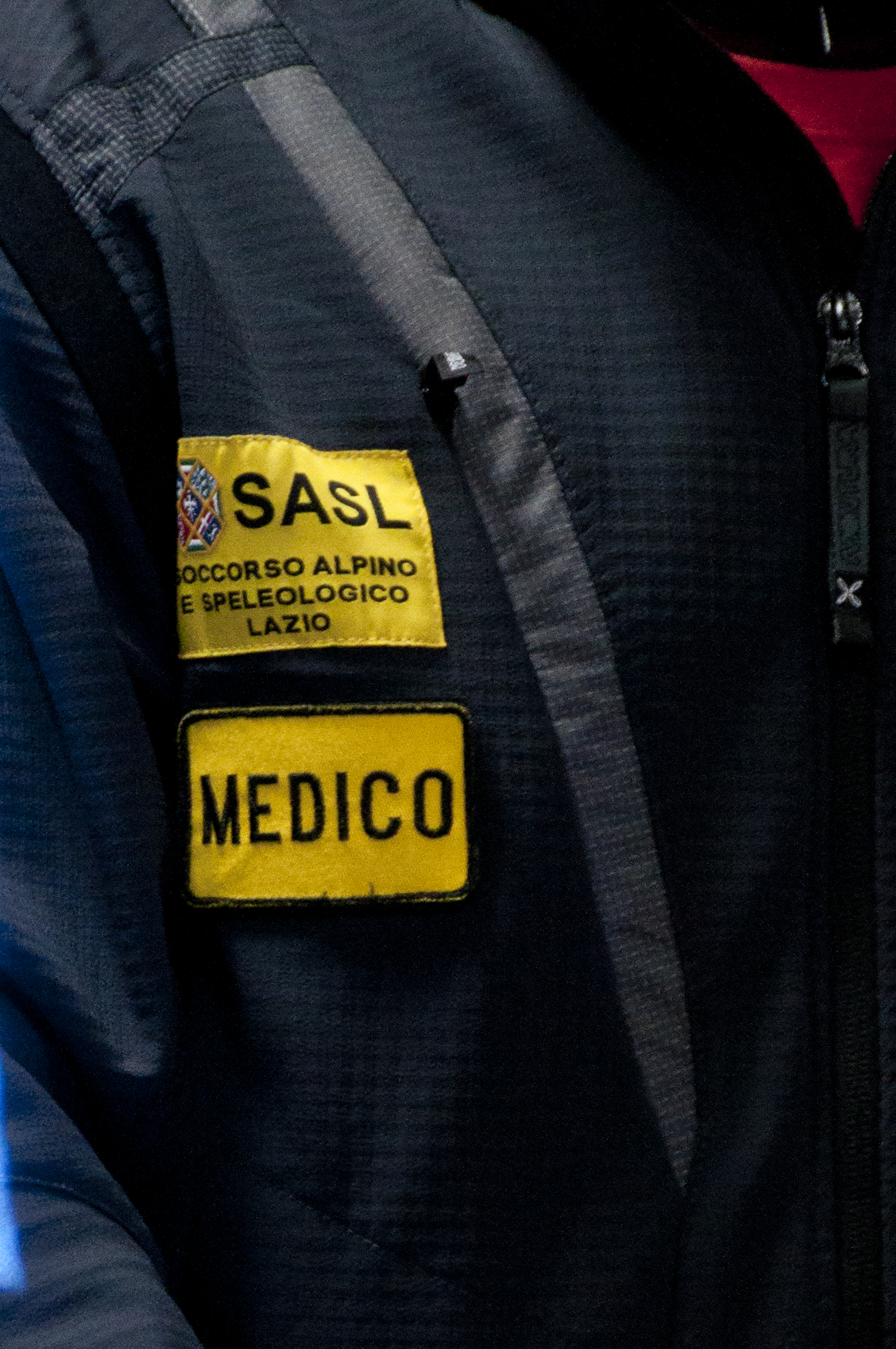
Distintivo da medico del CNSAS
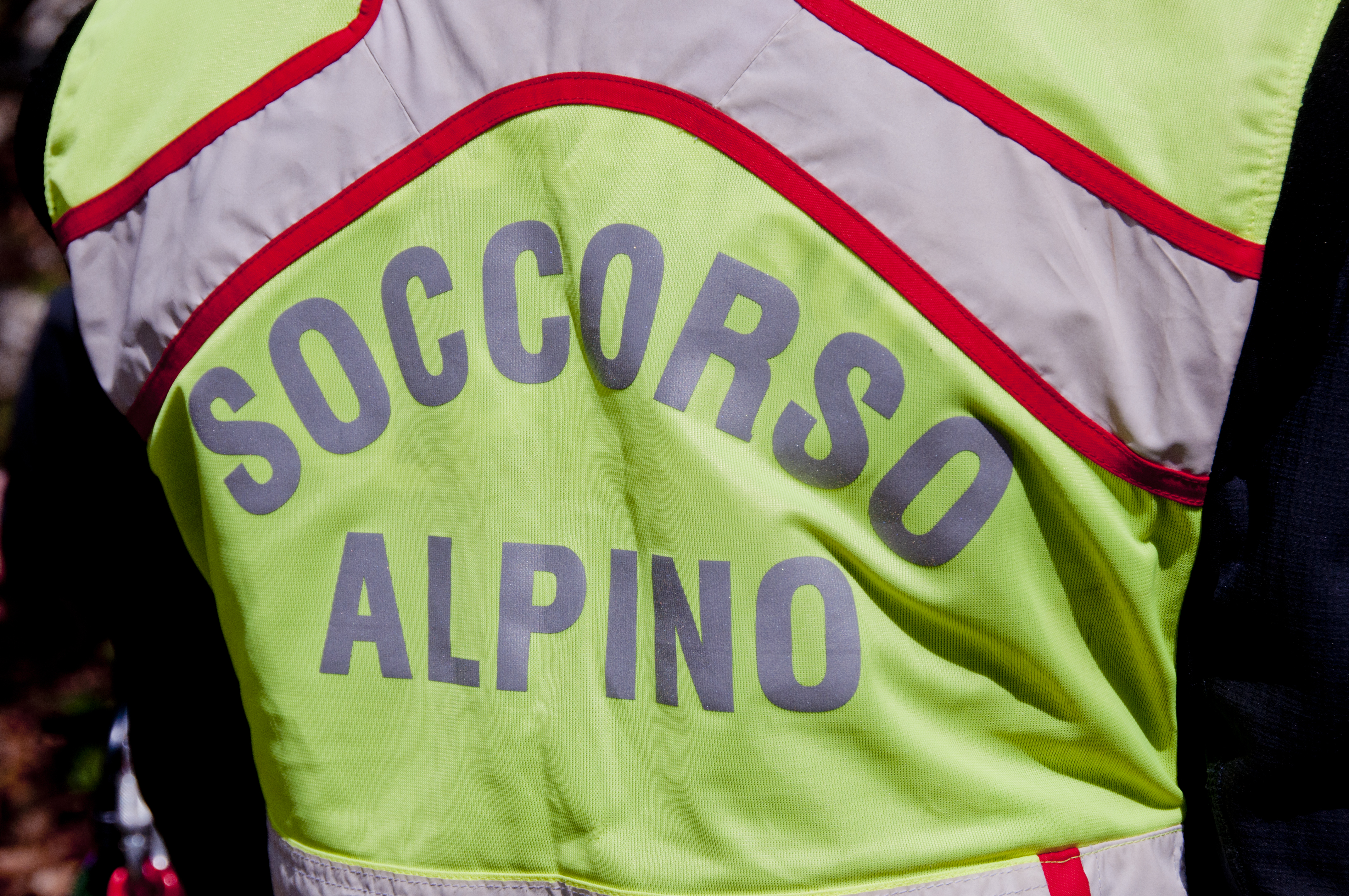
Pettorina del CNSAS